# Thallyson (calciatore 1991)
Thallyson, pseudonimo di Thallyson Augusto Tavares Dias (Campo Alegre, 1º dicembre 1991), è un calciatore brasiliano, difensore del Porto Vitória.

## Caratteristiche tecniche
È un difensore centrale.

## Carriera

### Club
Cresciuto nelle giovanili di CSA e ASA, ha esordito in Série A il 3 giugno 2017 disputando con il Vitória l'incontro perso 2-1 contro il Fluminense.

## Palmarès

### Club

#### Competizioni nazionali
- Campionato azero: 1

Neftçi Baku: 2020-2021